# 예민비
예민비(Sensitivity; St)란 토질역학에서 쓰는, 교란되지 않은 시료와 이걸 재성형한 시료의 일축압축강도비이다.
{\displaystyle S_{t}={\frac {q_{u({\text{불 교 란 }})}}{q_{u({\text{재 성 형 }})}}}}
St가 크면 예민한 점토라고 한다. 8 이상인 경우는 'quick clay'라고 부른다.

## 참고 문헌
- 이인모 (2013). 《토질역학의 원리》 2판. 씨아이알. ISBN 9791156100096.